# 执照

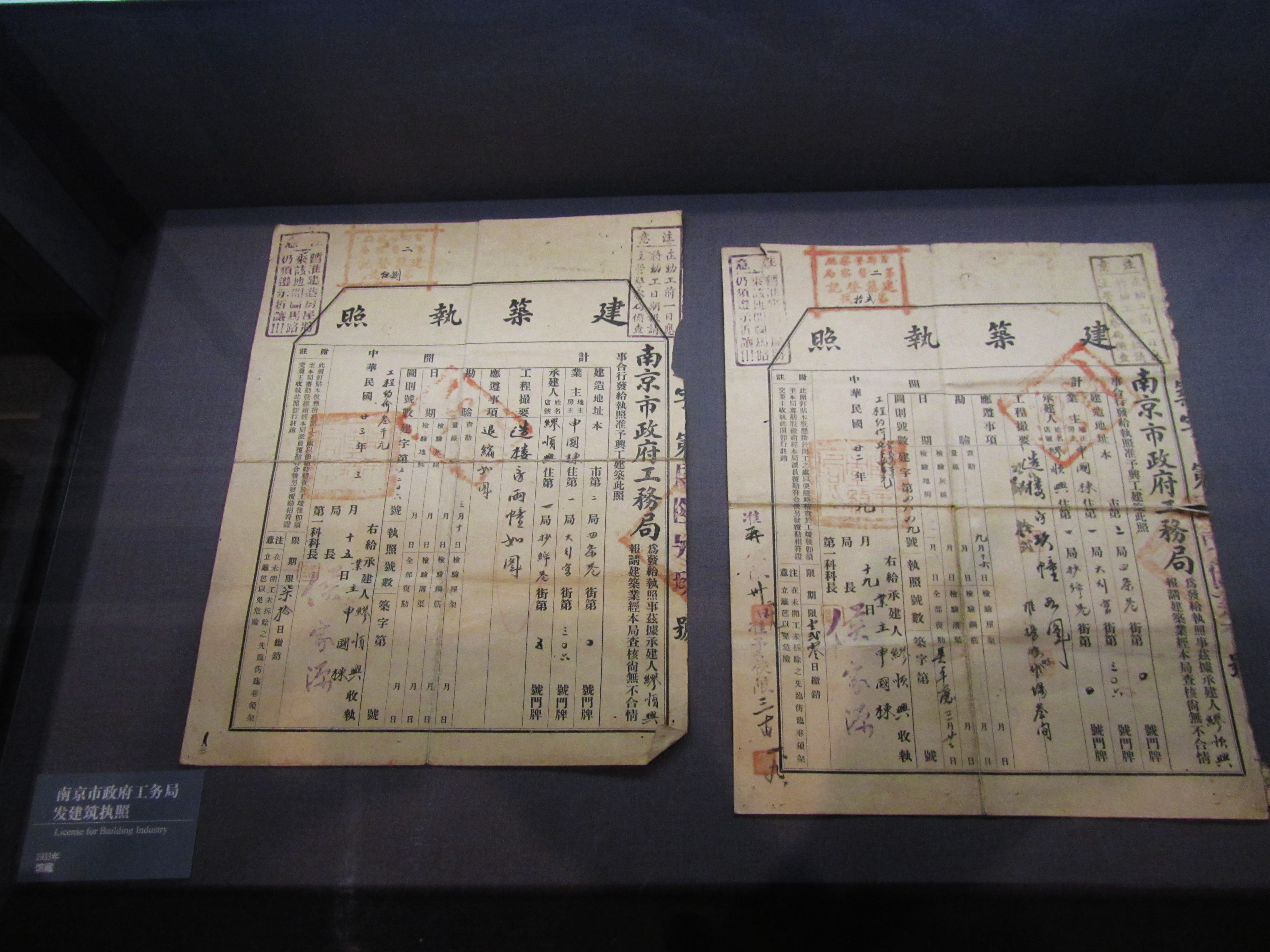
1933年南京市政府工务局发建筑执照，南京市博物馆藏。

执照旧时指官府所发的文字凭证，今指由行政主管机关应公民、法人或其它组织的申请，对符合法定条件的申请人依法发给的准许从事某种行业、工作或特殊活动的正式凭证，是许可证的一种形式，如施工执照、驾驶执照、营业执照等。